# Institut des hautes études scientifiques

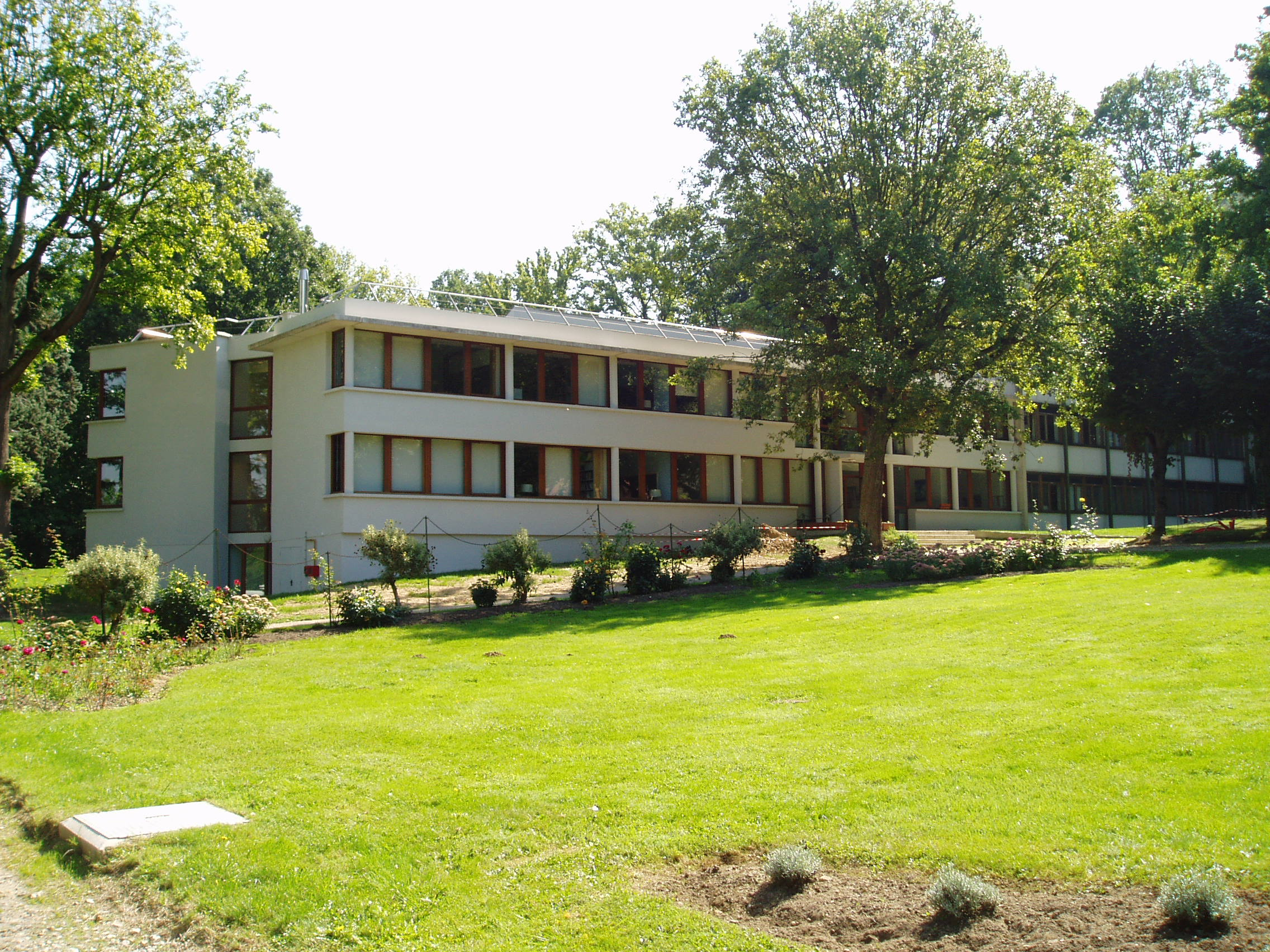
Hauptgebäude des IHES

Das  Institut des hautes études scientifiques (IHES) ist ein französisches Forschungsinstitut für Mathematik und theoretische Physik. Es liegt in Bures-sur-Yvette rund 30 Kilometer südwestlich von Paris.
Das IHES wurde 1958 von dem Geschäftsmann und Mathematiker Léon Motchane mit Hilfe von Robert Oppenheimer und Jean Dieudonné mit der Zielsetzung gegründet, führende Forscher zusammenzubringen. Vorbild war das Institute for Advanced Study in Princeton (dessen langjähriger Leiter Oppenheimer war). Es verfügt über eine kleine Zahl von Professoren, die auf Lebenszeit ernannt werden, und lädt jedes Jahr ca. 200 Besucher zu einem Forschungsaufenthalt ein, durchschnittlich für drei Monate. Daneben gibt es noch einige wenige Langzeit-Besucher. Der Forschungsinhalt steht dabei den Forschern frei.
Die Gestaltung des IHES soll von Robert Oppenheimer beeinflusst sein, der damals Direktor des Institute for Advanced Study in Princeton war. Die Persönlichkeit von Alexander Grothendieck und die revolutionären Ideen seiner Schule haben die sechziger Jahre am IHES dominiert (Séminaire de géométrie algébrique du Bois Marie). Eine andere prominente Person war René Thom.
Das Institut gibt eine mathematische Zeitschrift, die Publications Mathématiques de l’IHÉS heraus, die zu den führenden mathematischen Journalen gehört.

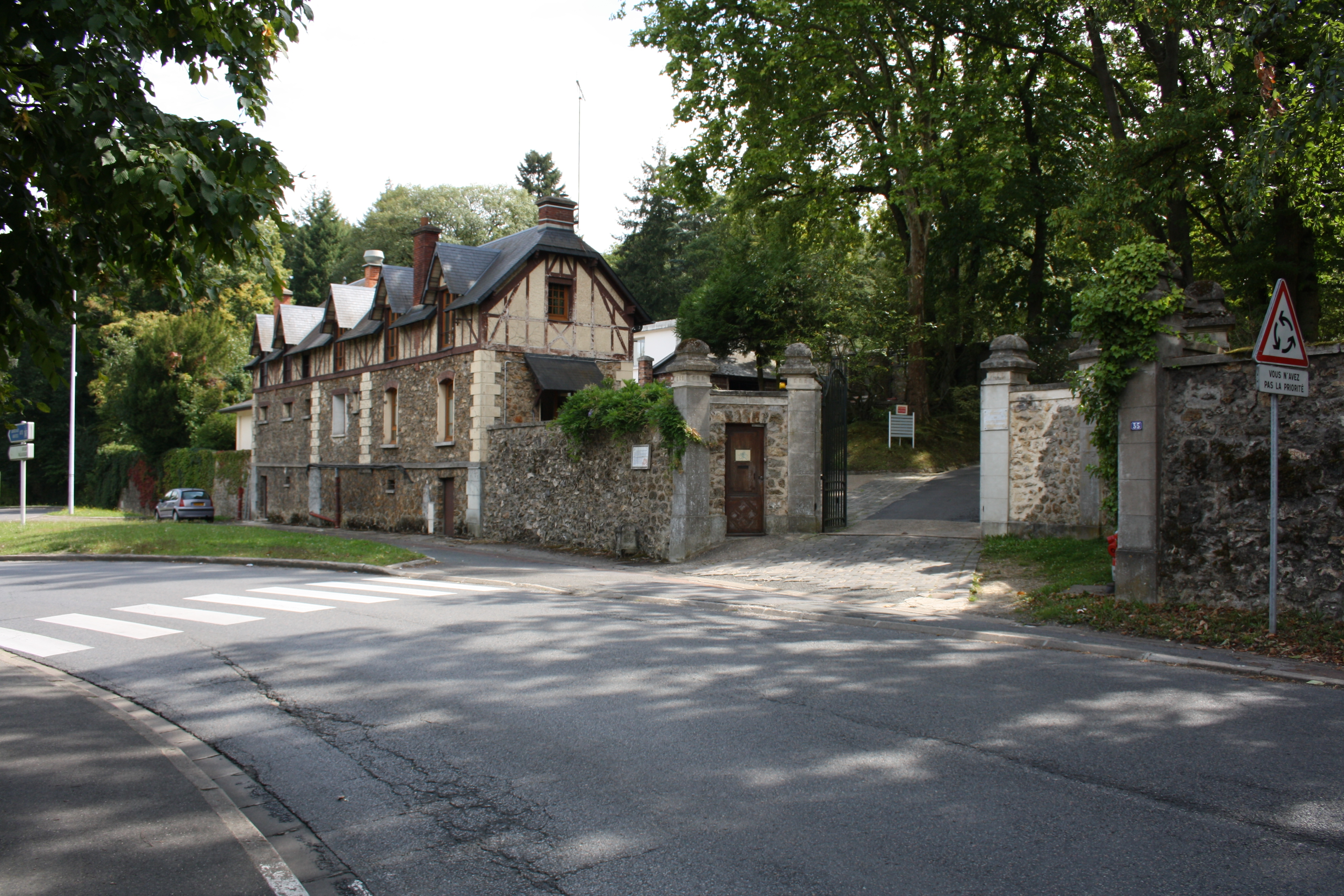
Eingang des IHES

Direktoren des IHES waren in chronologischer Reihenfolge: Léon Motchane (1958–1971), Nicolaas Kuiper (1971–1985), Marcel Berger (1985–1994), Jean-Pierre Bourguignon (1994–2013) und Emmanuel Ullmo (ab 2013).
Zu den herausragenden Mathematikern, die dauerhaft am IHES gearbeitet haben, gehören Alexander Grothendieck, David Ruelle, Jean Bourgain, Alain Connes, Pierre Deligne, René Thom, Michail Leonidowitsch Gromow, Laurent Lafforgue und Maxim Lwowitsch Konzewitsch.
Der Bois Bouteiller (genannt Bois Marie), in dem das IHES liegt, wurde 1905 von Charles Comar, Präsident der Gesellschaft der Pharmazeuten in Frankreich, erworben und er baute dort ein Schloss. 1944 wurden von dort deutsche Verstärkungen in die Normandie geschickt und das Schloss und ein Großteil des Ortes durch alliierte Bombenangriffe zerstört.

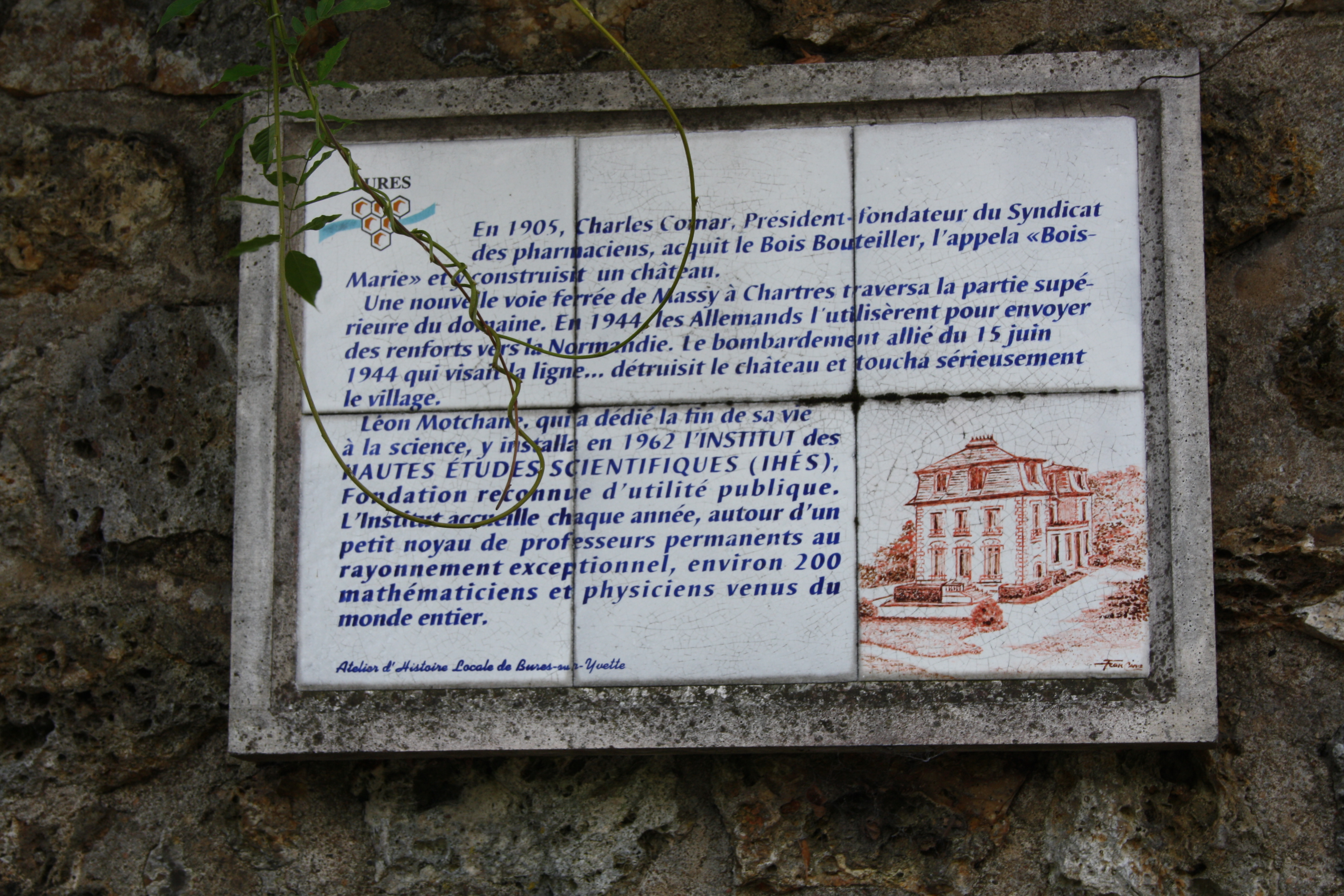
Plakette am Eingang des IHES mit Geschichte des Parks